# Collège Nouvelles Frontières
Le Collège Nouvelles Frontières est un établissement d’enseignement privé situé à Gatineau en Outaouais, au Québec. C'est une école secondaire. 
Le Collège offre un enseignement en français pour une clientèle mixte de la 1re à la 5e secondaire pour la section secondaire et dans des programmes pré-universitaires pour la section collégiale.

## Historique
Le Collège préuniversitaire Nouvelles Frontières a d’abord été fondé en 1997 sous le nom de Collège préuniversitaire Saint-Alexandre à l'initiative d'un comité relié au Collège Saint-Alexandre, école privée qui offrait l'enseignement secondaire uniquement. L'enseignement a débuté, pour la section collégiale, en septembre 1998. Le nom actuel a été adopté en 2000. Quatre années plus tard, en septembre 2002, la section secondaire voyait le jour.
En 2017, le permis de la section collégiale du Collège préuniversitaire Nouvelles Frontières est transféré au Collège Universel - Campus Gatineau.

## Localisation
La section secondaire est située au 250 Gamelin à Gatineau, endroit où se trouvent le siège social et les bureaux de la direction générale.  Tandis que la section collégiale loge dans les locaux de l’Université du Québec.

## Principaux dirigeants
- Roxane Saumier, directrice générale
- Éric Cayer, président du conseil d'administration